# Бугаев, Сергей Анатольевич
Серге́й Анато́льевич Буга́ев (Африка) (род. 28 марта 1966 года, Новороссийск) — советский и российский художник, музыкант и актёр.
Получил известность после роли в фильме Сергея Соловьёва «Асса». Появился также в фильме Сергея Дебижева «Два капитана 2», исторической драме Алексея Германа-младшего «Гарпастум» в роли Осипа Мандельштама и фильме Сергея Соловьёва «2-Асса-2». 

Председатель правления Института Нового Человека.

## Биография
В 1980 году впервые приехал в Ленинград.
В 1981 году, после знакомства с Сергеем Курёхиным, стал членом его первого «Крези мюзик оркестра» - впоследствии коллектива «Поп-механика». Заведовал индустриальной и биологической секциями «Поп-механики». Одновременно принимал участие в группах «Кино», «Аквариум» и «Звуки Му». На одном из перформансов «Поп-механики» в 1981 году познакомился с Тимуром Новиковым, создавшим в 1982 году группу «Новые художники», в которую скоро вошёл и С. Бугаев. Впервые выставился с «Новыми художниками» в 1983 году. Был председателем совета «Клуба друзей В. В. Маяковского», выросшего из группы и занимавшегося соединением раннего авангарда и современности.
В 1987 году благодаря Борису Гребенщикову был приглашён на роль музыканта Бананана в культовом фильме Сергея Соловьёва «Асса».
Позже, в 1992 году, в его жизни имел место ещё один киноопыт — в безумной, фантасмагоричной картине Сергея Дебижева «Два капитана-2».
Бугаев провёл выставки в ряде крупных музеев мира. Выпустил несколько книг, главные из которых — «Крымания» (вышла на трёх языках) и работа «Ребус». В 1990 году Сергей Бугаев вместе с Тимуром Новиковым, Иреной Куксенайте, Олесей Туркиной и Виктором Мазиным учредил журнал «Кабинет». Входит в редколлегию «Таврического журнала психиатрии».
Был помощником депутата Государственной думы Юрия Щекочихина.
Является Председателем земного шара. Этот титул был передан ему Марией Синяковой-Уречиной.
В 1997 году организовал на радио «Рекорд» весьма неординарное шоу «Три поросёнка», в котором по средам обсуждались в свободной форме с различными людьми и радиослушателями вопросы политики, экологии, петербургского регионализма. «Корпорация Три поросёнка» пользовалась популярностью в молодёжной среде за свой специфический стиль и музыкальное сопровождение, поднятие самых острых тем и беспощадную критику правительства. Передача была закрыта в марте 1999 года.
В 1999 году представлял Россию на 48-й Венецианской биеннале с главным российским проектом — «Мир»: сделано в XX веке".
В 2010 году посетил с лекциями молодёжный образовательный форум «Селигер».
3 марта 2011 года подписал Обращение представителей общественности против информационного подрыва доверия к судебной системе Российской Федерации.
6 февраля 2012 года Бугаев был официально зарегистрирован как доверенное лицо кандидата в Президенты РФ и действующего премьер-министра Владимира Путина.
Скандалы
15 апреля 2013 года Артемий Троицкий обвинил Бугаева в шантаже покойного Мамышева-Монро с целью заставить его изготовить порнофотосессию, порочащую честь и достоинство ряда представителей оппозиции — в частности, Алексея Навального и Бориса Акунина. Мамышеву-Монро удалось сбежать от Бугаева, и фотосессия не была проведена. Слова Троицкого были подтверждены заявлением журналистки радиостанции «Эхо Москвы» Ксении Басилашвили, хотя она, как и Троицкий, и не была свидетельницей событий.
Группа петербургских художников (Олег Зайка, Евгений Козлов, Олег Маслов, Инал Савченков) обвинила Бугаева в незаконном владении их картинами. Иск о защите интеллектуальной собственности зарегистрирован в Дзержинском районном суде Петербурга. Данные работы, находящиеся в собственности Бугаева, в последний раз выставлялись в 1980-х годах на совместных выставках группы «Новые художники» в России и за рубежом, после выставок картины не были возвращены художникам и с тех пор считались утраченными. 6 ноября 2013 года суд Дзержинского района города Санкт-Петербурга обязал художника Сергея Бугаева вернуть картины законным владельцам.
Бугаев подал встречный иск, который был удовлетворён. Городской суд Петербурга 4 февраля 2014 признал Сергея Бугаева (Африку) законным владельцем картин с выставки «Асса: последнее поколение ленинградского авангарда». Авторы этих картин входили в группу «Новые художники» и попытались вернуть их себе посредством суда. Выставка «Асса: последнее поколение ленинградского авангарда» была организована Научно-исследовательским музеем Российской академии художеств и Институтом Нового человека Сергея Бугаева (Африки) в мае-июне 2013 года. Этот проект рассказал о последней волне неофициальных художников Ленинграда, показал работы группы «Новые художники», существовавшей в 1982—1990 гг., и разные формы творческой деятельности ленинградского авангарда — «новые» композиторы, «новая» литература, «новый» театр.

## Работы находятся в собраниях
- Новый музей, Санкт-Петербург.
- Музей ART4, Москва

## Фильмография
- 1985 — «Товарищи: весь этот джаз» / Comrades: All That Jazz — камео
- 1987 — «Асса» — Бананан
- 1992 — «Два капитана 2»
- 2005 — «Элли Паркер» / Ellie Parker — камео
- 2005 — «Гарпастум» — Осип Мандельштам
- 2008 — «2-Асса-2» — Бананан
- 2010 — «Золотое сечение»